# 朴津阿
朴津阿（2003年5月5日—），女子籃球運動員，母親李敬淑為1990年代朝鮮國家女子籃球隊中鋒，朴津阿12歲開始打籃球，15歲時身高已達205公分。朴津阿在2022年亞運女籃分組賽對上中華台北一役繳出51分、14籃板、5阻攻的表現。

## 外部連結
- 朴津阿在Eurobasket.com（球員）（英语）